# Phauda mimica
Phauda mimica is een vlinder uit de familie Phaudidae. De wetenschappelijke naam van de soort is voor het eerst geldig gepubliceerd in 1915 door Embrik Strand.